# 是松豐三郎
是松豐三郎（日语：／ Korematsu Toyosaburou，1919年1月30日—2005年3月30日）為一位二戰居住於美國西岸的日裔美國人。在日本偷襲美國的珍珠港事變發生後，時任美國總統的富蘭克林·德拉諾·羅斯福發布第9066號行政命令，授權將領設定軍事區，並將該區之日裔人士監禁於集中營。此刻是松豐三郎拒絕服從，成為逃亡人士，從舊金山逃入奧克蘭地區，之後於聖利安卓被逮捕並定罪。

## 生平

### 初期
1944年，是松訴合眾國案得到美國最高法院的支持，認為第9066號行政命令以及對是松的定罪判決合憲；但是事後揭露的事證質疑了設置日裔美國人集中營的必要性，因此美國政府也對受難的日裔美國人進行賠償。

### 去世後
作為人權鬥士，2011年加利福尼亞州以是松豐三郎生日作為紀念日；2015年維吉尼亞州跟進，成為制定是松豐三郎紀念日的第二個州。此外2009年起並設有是松豐三郎紀念機構（英語：Fred T. Korematsu Institute）。
2018年，最高法院裁決支持總統特朗普的旅行禁令，並駁回「是松訴合眾國案」裁定。

## 延伸閱讀
- . Congress.gov.   [31 January 2017]. （原始内容存档于2020-07-31）.
- . Al Jazeera.   [January 30, 2017]. （原始内容存档于2020-08-06）.
- Claudia Luther. . The Seattle Times. March 31, 2005  [November 4, 2007]. （原始内容存档于2011-09-21）.
- Kyle D. Hawkins. . The Harvard Crimson. March 24, 1999  [November 4, 2007]. （原始内容存档于2009-04-12）.
- Alonso, Karen. . Enslow, Incorporated. 1998.
- Daniels, Roger. . New York: Hill & Wang. 2004.
- Sitomer, Curtis. . The Christian Science Monitor. November 3, 1983  [March 3, 2011]. （原始内容存档于2020-11-28）.
- . Bill of Rights in Action (Constitutional Rights Foundation). March 4, 2002. （原始内容存档于January 10, 2011）.
- . Annenberg Foundation Trust at Sunnylands.   [June 14, 2010]. （原始内容存档于2016-03-05）.

## 外部連結
- "One person can make a difference.  Even if it takes 40 years." Fred Korematsu Day, 1/30/2014 （页面存档备份，存于）
- Topaz Japanese-American Relocation Center Digital Collection （页面存档备份，存于）
- Japanese Relocation (1943 FILM- viewable for free at not-for profit- The Internet Archive)